# العوتلبة (جبلة)

تعديل مصدري - تعديل

العوتلبة محلة تابعة لقرية ظرن، التابعة لعزلة المعشار بمديرية جبلة إحدى مديريات محافظة إب في الجمهورية اليمنية، بلغ تعداد سكانها 279 حسب تعداد اليمن لعام 2004.